# Madame le Consul
 (février 2023).
Si vous disposez d'ouvrages ou d'articles de référence ou si vous connaissez des sites web de qualité traitant du thème abordé ici, merci de compléter l'article en donnant les références utiles à sa vérifiabilité et en les liant à la section « Notes et références ».
 Madame le Consul est une série télévisée française créée par Patrick Batteux, en 8 épisodes diffusé sur TF1 à partir du 26 avril 1996 et rediffusée sur NRJ 12.

## Synopsis
Consul de France dans plusieurs États, Alice Beaulieu est amenée à enquêter sur diverses affaires.

## Fiche technique
- Réalisateur : Bertrand Van Effenterre, Jean-Claude Sussfeld, Jean Sagols et Joyce Buñuel
- Scénariste  : Marie-Anne Le Pezennec (3 ép. -1997-98),  Gérard Carré (2 ép. -1996-97) et Alain Minier (2 ép. -1996-97) Dominique Privé et Patrick Vanetti ( épisode n°7-1998-99)
- Producteur : Odile McDonald et Alain Pancrazi
- Pays d'origine  : France
- Durée : 8 épisode de 90 minutes

## Distribution
- Véronique Jannot : Alice Beaulieu.
- François Berléand : L'ambassadeur Delaunay
- Cécile Caillaud : Marion
- Pierre Forest : Bonnaventure
- Nicole Jamet : Claire Maillant

## Épisodes
1. Pili, prince des rues (1995) de Bertrand Van Effenterre
2. Piège à rêves (1996) de Jean-Claude Sussfeld
3. Les disparus de la Sierra Madre (1995) de Joyce Buñuel
4. Le bûcher des innocentes (1997) de Joyce Buñuel
5. Les enfants de Scarlett (1998) de Jean Sagols
6. L'orpheline du bayou (1998) de Jean Sagols
7. Ordonnance mortelle (1999) de Jean Sagols
8. Meurtres à Miami (1999) de Jean Sagols